# Tjuvsjön, Ångermanland
Tjuvsjön är en sjö i Sollefteå kommun i Ångermanland och ingår i Ångermanälvens huvudavrinningsområde. Sjön är 9,1 meter djup, har en yta på 0,191 kvadratkilometer och befinner sig 254 meter över havet.

## Delavrinningsområde
Tjuvsjön ingår i det delavrinningsområde (699962-156556) som SMHI kallar för Ovan Gårdsjöbäcken. Medelhöjden är 267 meter över havet och ytan är 23,2 kvadratkilometer. Det finns inga avrinningsområden uppströms utan avrinningsområdet är högsta punkten. Bäckingesbäcken som avvattnar avrinningsområdet har biflödesordning 3, vilket innebär att vattnet flödar genom totalt 3 vattendrag innan det når havet efter 66 kilometer. Avrinningsområdet består mestadels av skog (77 procent). Avrinningsområdet har 0,65 kvadratkilometer vattenytor vilket ger det en sjöprocent på 2,8 procent.